# Az Amerikai Egyesült Államok az 1998. évi téli olimpiai játékokon
Az Amerikai Egyesült Államok a japán Naganóban megrendezett 1998. évi téli olimpiai játékok egyik részt vevő nemzete volt. Az országot az olimpián 14 sportágban 186 sportoló képviselte, akik összesen 13 érmet szereztek.

## Érmesek
| Érem  | Versenyző | Sportág        | Versenyszám                |
| ----- | --- | -------------- | -------------------------- |
| Arany | Picabo Street | Alpesisí       | Női szuperóriás-műlesiklás |
| Arany | Nemzeti válogatott Chris Bailey Laurie Baker Alana Blahoski Lisa Brown-Miller Karyn Bye Colleen Coyne Sara Decosta Tricia Dunn Cammi Granato Katie King Shelley Looney Sue Merz Allison Mleczko Tara Mounsey Vicki Movsessian Angela Ruggiero Jenny Potter Jen Schmidgall Sarah Tueting Gretchen Ulion Sandra Whyte | Jégkorong      | Női                        |
| Arany | Tara Lipinski | Műkorcsolya    | Női egyéni                 |
| Arany | Jonny Moseley | Síakrobatika   | Férfi mogul                |
| Arany | Eric Bergoust | Síakrobatika   | Férfi ugrás                |
| Arany | Nikki Stone | Síakrobatika   | Női ugrás                  |
| Ezüst | Chris Witty | Gyorskorcsolya | Női 1000 m                 |
| Ezüst | Michelle Kwan | Műkorcsolya    | Női egyéni                 |
| Ezüst | Gordon Sheer Chris Thorpe | Szánkó         | Kettes                     |
| Bronz | Chris Witty | Gyorskorcsolya | Női 1500 m                 |
| Bronz | Ross Powers | Snowboard      | Férfi halfpipe             |
| Bronz | Shannon Dunn | Snowboard      | Női halfpipe               |
| Bronz | Mark Grimmette Brian Martin | Szánkó         | Kettes                     |

## Alpesisí
Férfi
| Versenyző      | Versenyszám            | 1. futam      | 1. futam      | 2. futam      | 2. futam      | Összesítés    | Összesítés    |
| Versenyző      | Versenyszám            | Idő           | Hely.         | Idő           | Hely.         | Idő           | Helyezés      |
| -------------- | ---------------------- | ------------- | ------------- | ------------- | ------------- | ------------- | ------------- |
| Chad Fleischer | Szuperóriás-műlesiklás |               |               |               |               | 1:40,19       | 34.           |
| Matt Grosjean  | Műlesiklás             | 56,58         | 11.           | 55,98         | 16.           | 1:52,56       | 15.           |
| Sacha Gros     | Óriás-műlesiklás       | 1:24,57       | 29.           | 1:22,32       | 28.           | 2:46,89       | 26.           |
| A J Kitt       | Lesiklás               |               |               |               |               | nem ért célba | nem ért célba |
| Chip Knight    | Műlesiklás             | nem ért célba | nem ért célba | kiesett       | kiesett       | kiesett       | kiesett       |
| Andy LeRoy     | Műlesiklás             | nem ért célba | nem ért célba | kiesett       | kiesett       | kiesett       | kiesett       |
| Bode Miller    | Műlesiklás             | 57,52         | 22.           | nem ért célba | nem ért célba | kiesett       | kiesett       |
| Bode Miller    | Óriás-műlesiklás       | 1:56,98       | 46.           | kizárták      | kizárták      | kiesett       | kiesett       |
| Tommy Moe      | Lesiklás               |               |               |               |               | 1:51,43       | 12.           |
| Tommy Moe      | Szuperóriás-műlesiklás |               |               |               |               | 1:35,97       | 8.            |
| Casey Puckett  | Óriás-műlesiklás       | nem ért célba | nem ért célba | kiesett       | kiesett       | kiesett       | kiesett       |
| Daron Rahlves  | Óriás-műlesiklás       | 1:22,81       | 21.           | 1:20,78       | 21.           | 2:43,59       | 20.           |
| Daron Rahlves  | Szuperóriás-műlesiklás |               |               |               |               | 1:35,96       | 7.            |
| Jason Rosener  | Lesiklás               |               |               |               |               | 1:52,33       | 15.           |
| Kyle Rasmussen | Lesiklás               |               |               |               |               | 1:51,09       | 9.            |
| Kyle Rasmussen | Szuperóriás-műlesiklás |               |               |               |               | 1:36,52       | 13.           |

| Versenyző      | Versenyszám | Műlesiklás    | Műlesiklás    | Műlesiklás    | Műlesiklás    | Műlesiklás | Műlesiklás | Lesiklás | Lesiklás | Összesítés | Összesítés |
| Versenyző      | Versenyszám | 1. futam      | 1. futam      | 2. futam      | 2. futam      | Össz.      | Össz.      | Lesiklás | Lesiklás | Összesítés | Összesítés |
| Versenyző      | Versenyszám | Idő           | Hely.         | Idő           | Hely.         | Idő        | Hely.      | Idő      | Hely.    | Idő        | Helyezés   |
| -------------- | ----------- | ------------- | ------------- | ------------- | ------------- | ---------- | ---------- | -------- | -------- | ---------- | ---------- |
| Chad Fleischer | Összetett   | nem ért célba | nem ért célba | kiesett       | kiesett       | kiesett    | kiesett    | kiesett  | kiesett  | kiesett    | kiesett    |
| Matt Grosjean  | Összetett   | 48,32         | 3.            | nem ért célba | nem ért célba | kiesett    | kiesett    | kiesett  | kiesett  | kiesett    | kiesett    |
| Jason Rosener  | Összetett   | nem ért célba | nem ért célba | kiesett       | kiesett       | kiesett    | kiesett    | kiesett  | kiesett  | kiesett    | kiesett    |

Női
| Versenyző        | Versenyszám            | 1. futam      | 1. futam      | 2. futam      | 2. futam      | Összesítés    | Összesítés    |
| Versenyző        | Versenyszám            | Idő           | Hely.         | Idő           | Hely.         | Idő           | Helyezés      |
| ---------------- | ---------------------- | ------------- | ------------- | ------------- | ------------- | ------------- | ------------- |
| Kirsten Clark    | Lesiklás               |               |               |               |               | 1:32,25       | 28.           |
| Kirsten Clark    | Szuperóriás-műlesiklás |               |               |               |               | nem ért célba | nem ért célba |
| Kristina Koznick | Műlesiklás             | 46,73         | 9.            | nem ért célba | nem ért célba | kiesett       | kiesett       |
| Caroline Lalive  | Óriás-műlesiklás       | nem ért célba | nem ért célba | kiesett       | kiesett       | kiesett       | kiesett       |
| Jonna Mendes     | Lesiklás               |               |               |               |               | 1:30,89       | 17.           |
| Jonna Mendes     | Szuperóriás-műlesiklás |               |               |               |               | 1:20,35       | 32.           |
| Katie Monahan    | Lesiklás               |               |               |               |               | 1:32,22       | 26.*          |
| Katie Monahan    | Szuperóriás-műlesiklás |               |               |               |               | 1:20,25       | 29.           |
| Tasha Nelson     | Műlesiklás             | kizárták      | kizárták      | kiesett       | kiesett       | kiesett       | kiesett       |
| Julie Parisien   | Műlesiklás             | 47,91         | 22.           | 48,44         | 13.           | 1:36,35       | 13.           |
| Julie Parisien   | Óriás-műlesiklás       | 1:25,34       | 30.           | 1:37,44       | 27.           | 3:02,78       | 28.           |
| Alex Shaffer     | Óriás-műlesiklás       | 1:25,02       | 29.           | nem ért célba | nem ért célba | kiesett       | kiesett       |
| Sarah Schleper   | Műlesiklás             | 49,17         | 31.           | 50,25         | 22.           | 1:39,42       | 22.           |
| Sarah Schleper   | Óriás-műlesiklás       | 1:23,63       | 26.           | nem ért célba | nem ért célba | kiesett       | kiesett       |
| Picabo Street    | Lesiklás               |               |               |               |               | 1:29,54       | 6.            |
| Picabo Street    | Szuperóriás-műlesiklás |               |               |               |               | 1:18,02       |               |

| Versenyző       | Versenyszám | Lesiklás | Lesiklás | Műlesiklás | Műlesiklás | Műlesiklás | Műlesiklás | Műlesiklás | Műlesiklás | Összesítés | Összesítés |
| Versenyző       | Versenyszám | Lesiklás | Lesiklás | 1. futam   | 1. futam   | 2. futam   | 2. futam   | Össz.      | Össz.      | Összesítés | Összesítés |
| Versenyző       | Versenyszám | Idő      | Hely.    | Idő        | Hely.      | Idő        | Hely.      | Idő        | Hely.      | Idő        | Helyezés   |
| --------------- | ----------- | -------- | -------- | ---------- | ---------- | ---------- | ---------- | ---------- | ---------- | ---------- | ---------- |
| Kirsten Clark   | Összetett   | 1:31,47  | 17.      | 41,75      | 21.        | 39,03      | 19.        | 1:20,78    | 19.        | 2:52,25    | 18.        |
| Caroline Lalive | Összetett   | 1:31,05  | 14.      | 37,29      | 7.         | 36,42      | 10.        | 1:13,71    | 10.        | 2:44,76    | 7.         |
| Jonna Mendes    | Összetett   | 1:31,16  | 15.      | 39,92      | 18.        | 37,51      | 15.        | 1:17,43    | 16.        | 2:48,59    | 14.        |
| Alex Shaffer    | Összetett   | 1:32,53  | 19.      | 37,33      | 9.         | 35,38      | 6.         | 1:12,71    | 7.         | 2:45,24    | 9.         |

* - egy másik versenyzővel azonos eredményt ért el

## Biatlon
Férfi
| Versenyző                                               | Versenyszám      | Lövőhiba    | Időeredmény | Helyezés |
| ------------------------------------------------------- | ---------------- | ----------- | ----------- | -------- |
| Jay Hakkinen                                            | 10 km sprint     | 3 (1+2)     | 31:31,6     | 60.      |
| Jay Hakkinen                                            | 20 km egyéni     | 4 (1+1+0+2) | 1:02:10,3   | 42.      |
| Robert Rosser                                           | 20 km egyéni     | 7 (1+4+1+1) | 1:08:35,7   | 69.      |
| Dan Westover                                            | 10 km sprint     | 1 (1+0)     | 30:39,5     | 49.      |
| Jay Hakkinen Dan Westover Andrew Erickson Robert Rosser | 4 × 7,5 km váltó | 0+15        | 1:28:13,9   | 17.      |

Női
| Versenyző                                                      | Versenyszám      | Lövőhiba    | Időeredmény | Helyezés |
| -------------------------------------------------------------- | ---------------- | ----------- | ----------- | -------- |
| Deborah Nordyke                                                | 7,5 km sprint    | 2 (0+2)     | 25:50,5     | 48.      |
| Kristina Sabasteanski                                          | 7,5 km sprint    | 1 (1+0)     | 25:12,2     | 33.      |
| Kara Salmela                                                   | 15 km egyéni     | 5 (1+0+3+1) | 1:04:43,7   | 56.      |
| Ntala Skinner                                                  | 15 km egyéni     | 3 (1+0+0+2) | 1:09:09,0   | 61.      |
| Stacey Wooley                                                  | 7,5 km sprint    | 3 (1+2)     | 27:03,0     | 58.      |
| Stacey Wooley                                                  | 15 km egyéni     | 2 (1+1+0+0) | 1:03:57,3   | 55.      |
| Ntala Skinner Stacey Wooley Kara Salmela Kristina Sabasteanski | 4 × 7,5 km váltó | 1+12        | 1:48:30,2   | 15.      |

## Bob
| Versenyző                                             | Versenyszám | 1. futam | 1. futam | 2. futam | 2. futam | 3. futam | 3. futam | 4. futam | 4. futam | Összesítés | Összesítés |
| Versenyző                                             | Versenyszám | Idő      | Hely.    | Idő      | Hely.    | Idő      | Hely.    | Idő      | Hely.    | Idő        | Helyezés   |
| ----------------------------------------------------- | ----------- | -------- | -------- | -------- | -------- | -------- | -------- | -------- | -------- | ---------- | ---------- |
| Brian Shimer Garrett Hines                            | Kettes      | 54,88    | 9.       | 54,79    | 13.*     | 54,42    | 6.       | 54,66    | 11.      | 3:38,75    | 10.        |
| Jim Herberich Robert Olesen                           | Kettes      | 54,91    | 10.*     | 54,70    | 9.       | 54,46    | 8.*      | 54,46    | 5.       | 3:38,53    | 7.         |
| Brian Shimer Chip Minton Randy Jones Garrett Hines    | Négyes      | 52,93    | 4.       | 53,42    | 4.       | 53,73    | 4.*      |          |          | 2:40,08    | 5.         |
| Jim Herberich Darrin Steele John Kasper Robert Olesen | Négyes      | 53,74    | 15.      | 53,72    | 14.      | 53,81    | 8.**     |          |          | 2:41,27    | 12.        |

* - egy másik csapattal azonos eredményt ért el

** - két másik csapattal azonos eredményt ért el

## Curling

### Férfi
- Tim Somerville
- Mike Peplinski
- Myles Brundidge
- John Gordon
- Tim Solin

#### Eredmények
Csoportkör
| Nemzet           | Szkip             | Gy | V |
| ---------------- | ----------------- | -- | - |
| Kanada           | Mike Harris       | 6  | 1 |
| Norvégia         | Eigil Ramsfjell   | 5  | 2 |
| Svájc            | Patrick Hürlimann | 5  | 2 |
| Egyesült Államok | Tim Somerville    | 3  | 4 |
| Japán            | Curuga Makoto     | 3  | 4 |
| Svédország       | Peja Lindholm     | 3  | 4 |
| Nagy-Britannia   | Douglas Dryburgh  | 2  | 5 |
| Németország      | Andy Kapp         | 1  | 6 |

- február 9., 14:00

| Sheet D            | Sheet D                       | 1 | 2 | 3 | 4 | 5 | 6 | 7 | 8 | 9 | 10 | VE |
| 1. end utolsó köve | Egyesült Államok (Somerville) | 1 | 0 | 0 | 0 | 0 | 0 | 0 | 1 | 0 | 0  | 2  |
|                    | Svédország (Lindholm)         | 0 | 0 | 0 | 0 | 0 | 1 | 0 | 0 | 2 | 3  | 6  |

- február 10., 9:00

| Sheet B            | Sheet B                       | 1 | 2 | 3 | 4 | 5 | 6 | 7 | 8 | 9 | 10 | VE |
| 1. end utolsó köve | Kanada (Harris)               | 3 | 0 | 2 | 0 | 1 | 5 | X | X | X | X  | 11 |
|                    | Egyesült Államok (Somerville) | 0 | 1 | 0 | 2 | 0 | 0 | X | X | X | X  | 3  |

- február 10., 19:00

| Sheet C            | Sheet C                       | 1 | 2 | 3 | 4 | 5 | 6 | 7 | 8 | 9 | 10 | VE |
| 1. end utolsó köve | Egyesült Államok (Somerville) | 0 | 1 | 1 | 0 | 0 | 2 | 0 | 2 | 0 | 1  | 7  |
|                    | Norvégia (Ramsfjell)          | 0 | 0 | 0 | 1 | 1 | 0 | 3 | 0 | 1 | 0  | 6  |

- február 11., 14:00

| Sheet B            | Sheet B                       | 1 | 2 | 3 | 4 | 5 | 6 | 7 | 8 | 9 | 10 | VE |
| 1. end utolsó köve | Egyesült Államok (Somerville) | 0 | 0 | 0 | 0 | 0 | 2 | 0 | 0 | X | X  | 2  |
|                    | Svájc (Hürlimann)             | 0 | 0 | 1 | 0 | 2 | 0 | 1 | 3 | X | X  | 7  |

- február 12., 9:00

| Sheet A            | Sheet A                       | 1 | 2 | 3 | 4 | 5 | 6 | 7 | 8 | 9 | 10 | VE |
| 1. end utolsó köve | Egyesült Államok (Somerville) | 2 | 0 | 2 | 0 | 1 | 1 | 0 | 0 | 2 | X  | 8  |
|                    | Németország (Kapp)            | 0 | 1 | 0 | 2 | 0 | 0 | 1 | 1 | 0 | X  | 5  |

- február 12., 19:00

| Sheet D            | Sheet D                       | 1 | 2 | 3 | 4 | 5 | 6 | 7 | 8 | 9 | 10 | VE |
| 1. end utolsó köve | Japán (Curuga)                | 0 | 1 | 0 | 2 | 0 | 1 | 0 | 4 | 0 | X  | 8  |
|                    | Egyesült Államok (Somerville) | 0 | 0 | 1 | 0 | 2 | 0 | 2 | 0 | 1 | X  | 6  |

- február 13., 14:00

| Sheet A            | Sheet A                       | 1 | 2 | 3 | 4 | 5 | 6 | 7 | 8 | 9 | 10 | VE |
| 1. end utolsó köve | Nagy-Britannia (Dryburgh)     | 1 | 0 | 1 | 0 | 0 | 0 | 1 | 0 | 0 | X  | 3  |
|                    | Egyesült Államok (Somerville) | 0 | 2 | 0 | 0 | 0 | 3 | 0 | 0 | 1 | X  | 6  |

Rájátszás
- február 13., 19:00

| Sheet B            | Sheet B                       | 1 | 2 | 3 | 4 | 5 | 6 | 7 | 8 | 9 | 10 | VE |
| 1. end utolsó köve | Egyesült Államok (Somerville) | 0 | 0 | 0 | 3 | 0 | 0 | 1 | 1 | 0 | X  | 5  |
|                    | Svédország (Lindholm)         | 0 | 0 | 1 | 0 | 0 | 0 | 0 | 0 | 1 | X  | 2  |

- február 14., 9:00

| Sheet C            | Sheet C                       | 1 | 2 | 3 | 4 | 5 | 6 | 7 | 8 | 9 | 10 | VE |
|                    | Egyesült Államok (Somerville) | 0 | 0 | 1 | 0 | 0 | 3 | 0 | 0 | 0 | 1  | 5  |
| 1. end utolsó köve | Japán (Curuga)                | 1 | 0 | 0 | 0 | 1 | 0 | 0 | 2 | 0 | 0  | 4  |

Elődöntő
- február 14., 18:00

| Sheet D            | Sheet D                       | 1 | 2 | 3 | 4 | 5 | 6 | 7 | 8 | 9 | 10 | VE |
| 1. end utolsó köve | Kanada (Harris)               | 2 | 1 | 1 | 0 | 1 | 2 | 0 | 0 | X | X  | 7  |
|                    | Egyesült Államok (Somerville) | 0 | 0 | 0 | 0 | 0 | 0 | 0 | 1 | X | X  | 1  |

Bronzmérkőzés
- február 15., 9:00

| Sheet B            | Sheet B                       | 1 | 2 | 3 | 4 | 5 | 6 | 7 | 8 | 9 | 10 | VE |
| 1. end utolsó köve | Egyesült Államok (Somerville) | 0 | 0 | 0 | 0 | 0 | 3 | 0 | 1 | 0 | X  | 4  |
|                    | Norvégia (Ramsfjell)          | 0 | 1 | 1 | 1 | 3 | 0 | 2 | 0 | 1 | X  | 9  |

| Csapat           | Helyezés |
| ---------------- | -------- |
| Egyesült Államok | 4.       |

### Női
- Lisa Schoeneberg
- Erika Brown
- Debbie Henry
- Lori Mountford
- Stacy Liapis

#### Eredmények
Csoportkör
| Nemzet           | Szkip                | Gy | V |
| ---------------- | -------------------- | -- | - |
| Kanada           | Sandra Schmirler     | 6  | 1 |
| Svédország       | Elisabet Gustafson   | 6  | 1 |
| Dánia            | Helena Blach Lavrsen | 5  | 2 |
| Nagy-Britannia   | Kirsty Hay           | 4  | 3 |
| Japán            | Ókucu Majumi         | 2  | 5 |
| Norvégia         | Dordi Nordby         | 2  | 5 |
| Egyesült Államok | Lisa Schoeneberg     | 2  | 5 |
| Németország      | Andrea Schöpp        | 1  | 6 |

- február 9., 9:00

| Sheet B            | Sheet B                        | 1 | 2 | 3 | 4 | 5 | 6 | 7 | 8 | 9 | 10 | VE |
|                    | Kanada (Schmirler)             | 0 | 2 | 0 | 3 | 2 | 0 | 0 | 0 | 0 | X  | 7  |
| 1. end utolsó köve | Egyesült Államok (Schoeneberg) | 1 | 0 | 1 | 0 | 0 | 2 | 1 | 1 | 0 | X  | 6  |

- február 9., 19:00

| Sheet C            | Sheet C                        | 1 | 2 | 3 | 4 | 5 | 6 | 7 | 8 | 9 | 10 | VE |
|                    | Svédország (Gustafson)         | 1 | 0 | 1 | 1 | 0 | 2 | 2 | 0 | 1 | X  | 8  |
| 1. end utolsó köve | Egyesült Államok (Schoeneberg) | 0 | 0 | 0 | 0 | 3 | 0 | 0 | 2 | 0 | X  | 5  |

- február 10., 14:00

| Sheet A            | Sheet A                        | 1 | 2 | 3 | 4 | 5 | 6 | 7 | 8 | 9 | 10 | VE |
| 1. end utolsó köve | Németország (Schöpp)           | 0 | 0 | 2 | 1 | 0 | 0 | 0 | 2 | 0 | 0  | 5  |
|                    | Egyesült Államok (Schoeneberg) | 2 | 1 | 0 | 0 | 0 | 1 | 1 | 0 | 2 | 1  | 8  |

- február 11., 9:00

| Sheet D            | Sheet D                        | 1 | 2 | 3 | 4 | 5 | 6 | 7 | 8 | 9 | 10 | VE |
| 1. end utolsó köve | Nagy-Britannia (Hay)           | 0 | 3 | 2 | 0 | 2 | 0 | 0 | 0 | 1 | X  | 8  |
|                    | Egyesült Államok (Schoeneberg) | 0 | 0 | 0 | 2 | 0 | 1 | 1 | 1 | 0 | X  | 5  |

- február 11., 19:00

| Sheet B            | Sheet B                        | 1 | 2 | 3 | 4 | 5 | 6 | 7 | 8 | 9 | 10 | VE |
|                    | Egyesült Államok (Schoeneberg) | 0 | 0 | 1 | 2 | 0 | 1 | 0 | 1 | 0 | X  | 5  |
| 1. end utolsó köve | Dánia (Lavrsen)                | 2 | 3 | 0 | 0 | 1 | 0 | 1 | 0 | 1 | X  | 8  |

- február 12., 14:00

| Sheet C            | Sheet C                        | 1 | 2 | 3 | 4 | 5 | 6 | 7 | 8 | 9 | 10 | 11 | VE |
| 1. end utolsó köve | Egyesült Államok (Schoeneberg) | 2 | 0 | 0 | 1 | 1 | 0 | 1 | 0 | 2 | 1  | 0  | 8  |
|                    | Norvégia (Nordby)              | 0 | 2 | 1 | 0 | 0 | 3 | 0 | 2 | 0 | 0  | 1  | 9  |

- február 13., 9:00

| Sheet A            | Sheet A                        | 1 | 2 | 3 | 4 | 5 | 6 | 7 | 8 | 9 | 10 | VE |
| 1. end utolsó köve | Egyesült Államok (Schoeneberg) | 1 | 2 | 1 | 0 | 1 | 3 | 0 | 2 | X | X  | 10 |
|                    | Japán (Ókucu)                  | 0 | 0 | 0 | 0 | 0 | 0 | 2 | 0 | X | X  | 2  |

| Csapat           | Helyezés |
| ---------------- | -------- |
| Egyesült Államok | 7.       |

## Északi összetett
| Versenyző                                           | Versenyszám | Síugrás | Síugrás | Síugrás    | Sífutás | Sífutás | Összesítés | Összesítés |
| Versenyző                                           | Versenyszám | Pont    | Hely.   | Időhátrány | Idő     | Hely.   | Idő        | Helyezés   |
| --------------------------------------------------- | ----------- | ------- | ------- | ---------- | ------- | ------- | ---------- | ---------- |
| Bill Demong                                         | Egyéni      | 208,5   | 19.     | +3:15      | 44:03,9 | 40.     | 47:18,9    | 34.        |
| Dave Jarrett                                        | Egyéni      | 195,0   | 34.**   | +4:36      | 42:16,0 | 25.     | 46:52,0    | 30.        |
| Todd Lodwick                                        | Egyéni      | 217,0   | 13.     | +2:24      | 42:33,4 | 28.     | 44:57,4    | 20.        |
| Tim Tetreault                                       | Egyéni      | 190,5   | 39.     | +5:03      | 42:45,5 | 29.     | 47:48,5    | 36.        |
| Dave Jarrett Tim Tetreault Bill Demong Todd Lodwick | Csapat      | 807,0   | 9.      | +2:45      | 55:53,6 | 6.      | 58:38,6    | 10.        |

** - két másik versenyzővel azonos eredményt ért el

## Gyorskorcsolya
Férfi
| Versenyző          | Versenyszám | 1. futam | 1. futam | 2. futam | 2. futam | Eredmény | Helyezés |
| Versenyző          | Versenyszám | Idő      | Hely.    | Idő      | Hely.    | Eredmény | Helyezés |
| ------------------ | ----------- | -------- | -------- | -------- | -------- | -------- | -------- |
| KC Boutiette       | 1000 m      |          |          |          |          | 1:11,75  | 8.       |
| KC Boutiette       | 1500 m      |          |          |          |          | 1:50,04  | 5.       |
| KC Boutiette       | 5000 m      |          |          |          |          | 6:39,67  | 14.      |
| KC Boutiette       | 10 000 m    |          |          |          |          | 13:44,03 | 8.       |
| Cory Carpenter     | 500 m       | 37,35    | 39.      | 37,76    | 36.      | 75,11    | 36.      |
| Cory Carpenter     | 1000 m      |          |          |          |          | 1:13,03  | 29.      |
| Cory Carpenter     | 1500 m      |          |          |          |          | 1:53,50  | 32.      |
| Dave Cruikshank    | 500 m       | 36,67    | 21.*     | 36,86    | 28.**    | 73,53    | 25.      |
| Casey FitzRandolph | 500 m       | 35,81    | 3.       | 36,39    | 13.*     | 72,20    | 6.       |
| Casey FitzRandolph | 1000 m      |          |          |          |          | 1:11,64  | 7.       |
| Casey FitzRandolph | 1500 m      |          |          |          |          | 1:53,26  | 31.      |
| Nate Mills         | 1000 m      |          |          |          |          | 1:12,61  | 23.*     |
| Marc Pelchat       | 500 m       | 36,94    | 32.      | 36,41    | 15.***   | 73,35    | 23.      |
| Dave Tamburrino    | 1500 m      |          |          |          |          | 1:54,19  | 35.      |
| Dave Tamburrino    | 5000 m      |          |          |          |          | 6:41,19  | 16.      |
| Dave Tamburrino    | 10 000 m    |          |          |          |          | 14:12,00 | 16.      |

Női
| Versenyző              | Versenyszám | 1. futam | 1. futam | 2. futam | 2. futam | Eredmény | Helyezés |
| Versenyző              | Versenyszám | Idő      | Hely.    | Idő      | Hely.    | Eredmény | Helyezés |
| ---------------------- | ----------- | -------- | -------- | -------- | -------- | -------- | -------- |
| Moira D'Andrea         | 500 m       | 39,83    | 18.      | 40,09    | 23.      | 79,92    | 19.      |
| Moira D'Andrea         | 1000 m      |          |          |          |          | 1:18,38  | 9.       |
| Moira D'Andrea         | 1500 m      |          |          |          |          | 2:02,47  | 14.      |
| Kirstin Holum          | 3000 m      |          |          |          |          | 4:12,24  | 6.       |
| Kirstin Holum          | 5000 m      |          |          |          |          | 7:14,20  | 7.       |
| Catherine Raney Norman | 3000 m      |          |          |          |          | 4:22,55  | 22.      |
| Jennifer Rodriguez     | 1000 m      |          |          |          |          | 1:19,19  | 13.      |
| Jennifer Rodriguez     | 1500 m      |          |          |          |          | 2:00,97  | 8.       |
| Jennifer Rodriguez     | 3000 m      |          |          |          |          | 4:11,64  | 4.       |
| Jennifer Rodriguez     | 5000 m      |          |          |          |          | 7:16,78  | 10.      |
| Amy Sannes             | 500 m       | 40,41    | 27.      | 40,49    | 26.      | 80,90    | 26.      |
| Becky Sundstrom        | 500 m       | 40,20    | 25.      | 39,66    | 15.      | 79,86    | 17.*     |
| Becky Sundstrom        | 1000 m      |          |          |          |          | 1:18,23  | 6.       |
| Becky Sundstrom        | 1500 m      |          |          |          |          | 2:01,81  | 12.      |
| Chris Witty            | 500 m       | 39,09    | 6.       | 39,44    | 12.      | 78,53    | 10.      |
| Chris Witty            | 1000 m      |          |          |          |          | 1:16,79  |          |
| Chris Witty            | 1500 m      |          |          |          |          | 1:58,97  |          |

* - egy másik versenyzővel azonos eredményt ért el

** - két másik versenyzővel azonos eredményt ért el

*** - három másik versenyzővel azonos eredményt ért el

## Jégkorong

### Férfi
| Amerikai nemzeti férfi jégkorongcsapat-játékoskeret | Amerikai nemzeti férfi jégkorongcsapat-játékoskeret | Amerikai nemzeti férfi jégkorongcsapat-játékoskeret |
| #                                                   | Név                                                 | Poszt                                               |
| --------------------------------------------------- | --------------------------------------------------- | --------------------------------------------------- |
| 34                                                  | John Vanbiesbrouck                                  | K                                                   |
| 35                                                  | Mike Richter                                        | K                                                   |
| 31                                                  | Guy Hebert                                          | K                                                   |
| 2                                                   | Brian Leetch                                        | V                                                   |
| 3                                                   | Derian Hatcher                                      | V                                                   |
| 4                                                   | Kevin Hatcher                                       | V                                                   |
| 5                                                   | Mathieu Schneider                                   | V                                                   |
| 6                                                   | Bryan Berard                                        | V                                                   |
| 7                                                   | Chris Chelios                                       | V                                                   |
| 20                                                  | Gary Suter                                          | V                                                   |
| 24                                                  | Keith Carney                                        | V                                                   |
| 9                                                   | Mike Modano                                         | T                                                   |
| 10                                                  | John LeClair                                        | T                                                   |
| 11                                                  | Tony Amonte                                         | T                                                   |
| 12                                                  | Bill Guerin                                         | T                                                   |
| 15                                                  | Brett Hull                                          | T                                                   |
| 16                                                  | Pat LaFontaine                                      | T                                                   |
| 17                                                  | Keith Tkachuk                                       | T                                                   |
| 18                                                  | Adam Deadmarsh                                      | T                                                   |
| 19                                                  | Doug Weight                                         | T                                                   |
| 25                                                  | Jamie Langenbrunner                                 | T                                                   |
| 27                                                  | Jeremy Roenick                                      | T                                                   |
| 29                                                  | Joel Otto                                           | T                                                   |

- Posztok rövidítései: K – Kapus, V – Védő, T – Támadó

#### Eredmények
Csoportkör
C csoport
| Csapat           | M | Gy | D | V | G+ | G– | Gk  | P |
| ---------------- | - | -- | - | - | -- | -- | --- | - |
| Kanada           | 3 | 3  | 0 | 0 | 12 | 3  | +9  | 6 |
| Svédország       | 3 | 2  | 0 | 1 | 11 | 7  | +4  | 4 |
| Egyesült Államok | 3 | 1  | 0 | 2 | 8  | 10 | –2  | 2 |
| Fehéroroszország | 3 | 0  | 0 | 3 | 4  | 15 | –11 | 0 |

| 1998. február 13. | Svédország (SWE) | 4 – 2 (1–2, 2–0, 1–0) | Egyesült Államok | The Big Hat/ Aqua Wing Arena, Nagano Nézőszám: 9985 |

|  |  |  |  |  |
|  |  |  |  |  |
|  |  |  |  |  |
|  |  |  |  |  |

| 1998. február 14. | Egyesült Államok (USA) | 5 – 2 (2–1, 1–0, 2–1) | Fehéroroszország | The Big Hat/ Aqua Wing Arena, Nagano Nézőszám: 9975 |

|  |  |  |  |  |
|  |  |  |  |  |
|  |  |  |  |  |
|  |  |  |  |  |

| 1998. február 16. | Kanada (CAN) | 4 – 1 (0–1, 0–2, 1–1) | Egyesült Államok | The Big Hat/ Aqua Wing Arena, Nagano Nézőszám: 9863 |

|  |  |  |  |  |
|  |  |  |  |  |
|  |  |  |  |  |
|  |  |  |  |  |

Negyeddöntők
| 1998. február 18. | Csehország (CZE) | 4 – 1 (1–0, 0–3, 0–1) | Egyesült Államok | The Big Hat/ Aqua Wing Arena, Nagano Nézőszám: 9822 |

|  |  |  |  |  |
|  |  |  |  |  |
|  |  |  |  |  |
|  |  |  |  |  |

| Csapat           | Helyezés |
| ---------------- | -------- |
| Egyesült Államok | 6.       |

### Női
| Amerikai nemzeti női jégkorongcsapat-játékoskeret | Amerikai nemzeti női jégkorongcsapat-játékoskeret | Amerikai nemzeti női jégkorongcsapat-játékoskeret |
| #                                                 | Név                                               | Poszt                                             |
| ------------------------------------------------- | ------------------------------------------------- | ------------------------------------------------- |
| 1                                                 | Sara Decosta                                      | K                                                 |
| 29                                                | Sarah Tueting                                     | K                                                 |
| 2                                                 | Tara Mounsey                                      | V                                                 |
| 4                                                 | Angela Ruggiero                                   | V                                                 |
| 5                                                 | Colleen Coyne                                     | V                                                 |
| 7                                                 | Sue Merz                                          | V                                                 |
| 14                                                | Vicki Movsessian                                  | V                                                 |
| 24                                                | Chris Bailey                                      | V                                                 |
| 3                                                 | Lisa Brown-Miller                                 | T                                                 |
| 6                                                 | Karyn Bye                                         | T                                                 |
| 8                                                 | Laurie Baker                                      | T                                                 |
| 9                                                 | Sandra Whyte                                      | T                                                 |
| 11                                                | Allison Mleczko                                   | T                                                 |
| 12                                                | Jen Schmidgall                                    | T                                                 |
| 15                                                | Shelley Looney                                    | T                                                 |
| 18                                                | Alana Blahoski                                    | T                                                 |
| 20                                                | Katie King                                        | T                                                 |
| 21                                                | Cammi Granato                                     | T                                                 |
| 22                                                | Gretchen Ulion                                    | T                                                 |
| 25                                                | Tricia Dunn                                       | T                                                 |

- Posztok rövidítései: K – Kapus, V – Védő, T – Támadó

#### Eredmények
Csoportkör
| Csapat           | M | Gy | D | V | G+ | G– | Gk  | P  |
| ---------------- | - | -- | - | - | -- | -- | --- | -- |
| Egyesült Államok | 5 | 5  | 0 | 0 | 33 | 7  | +26 | 10 |
| Kanada           | 5 | 4  | 0 | 1 | 28 | 12 | +16 | 8  |
| Finnország       | 5 | 3  | 0 | 2 | 27 | 10 | +17 | 6  |
| Kína             | 5 | 2  | 0 | 3 | 10 | 15 | –5  | 4  |
| Svédország       | 5 | 1  | 0 | 4 | 10 | 21 | –11 | 2  |
| Japán            | 5 | 0  | 0 | 5 | 2  | 45 | –43 | 0  |

| 1998. február 8. | Kína (CHN) | 0 – 5 (0–2, 0–1, 0–2) | Egyesült Államok | Nagano |

|  |  |  |  |  |
|  |  |  |  |  |
|  |  |  |  |  |
|  |  |  |  |  |

| 1998. február 9. | Egyesült Államok (USA) | 7 – 1 (1–1, 4–0, 2–0) | Svédország | Nagano |

|  |  |  |  |  |
|  |  |  |  |  |
|  |  |  |  |  |
|  |  |  |  |  |

| 1998. február 11. | Egyesült Államok (USA) | 4 – 2 (1–1, 3–1, 0–0) | Finnország | Nagano |

|  |  |  |  |  |
|  |  |  |  |  |
|  |  |  |  |  |
|  |  |  |  |  |

| 1998. február 12. | Egyesült Államok (USA) | 10 – 0 (5–0, 2–0, 3–0) | Japán | Nagano |

|  |  |  |  |  |
|  |  |  |  |  |
|  |  |  |  |  |
|  |  |  |  |  |

| 1998. február 14. | Kanada (CAN) | 4 – 7 (1–1, 0–0, 3–6) | Egyesült Államok | Nagano |

|  |  |  |  |  |
|  |  |  |  |  |
|  |  |  |  |  |
|  |  |  |  |  |

Döntő
| 1998. február 17. | Egyesült Államok (USA) | 3 – 1 (0–0, 1–0, 2–1) | Kanada | Nagano |

|  |  |  |  |  |
|  |  |  |  |  |
|  |  |  |  |  |
|  |  |  |  |  |

| Csapat           | Helyezés |
| ---------------- | -------- |
| Egyesült Államok |          |

## Műkorcsolya
| Versenyző               | Versenyszám  | Rövid program     | Rövid program | Rövid program | Kűr               | Kűr   | Kűr         | Összesítés         | Összesítés |
| Versenyző               | Versenyszám  | Több. hely. száma | Hely.         | Hely. pont.   | Több. hely. száma | Hely. | Hely. pont. | Helyezési pontszám | Helyezés   |
| ----------------------- | ------------ | ----------------- | ------------- | ------------- | ----------------- | ----- | ----------- | ------------------ | ---------- |
| Todd Eldredge           | Férfi egyéni | 9×3+              | 3.            | 1,5           | 8×4+              | 4.    | 4,0         | 5,5                | 4.         |
| Michael Weiss           | Férfi egyéni | 6×11+             | 11.           | 5,5           | 7×6+              | 6.    | 6,0         | 11,5               | 7.         |
| Tara Lipinski           | Női egyéni   | 9×2+              | 2.            | 1,0           | 6×1+              | 1.    | 1,0         | 2,0                |            |
| Michelle Kwan           | Női egyéni   | 8×1+              | 1.            | 0,5           | 9×2+              | 2.    | 2,0         | 2,5                |            |
| Nicole Bobek            | Női egyéni   | 6×17+             | 17.           | 8,5           | 5×18+             | 17.   | 17,0        | 25,5               | 17.        |
| Kyoko Ina Jason Dungjen | Páros        | 6×4+              | 4.            | 2,0           | 7×4+              | 4.    | 4,0         | 6,0                | 4.         |
| Jenni Meno Todd Sand    | Páros        | 7×6+              | 6.            | 3,0           | 5×9+              | 9.    | 9,0         | 12,0               | 8.         |

| Versenyző                        | Versenyszám | Kötelező tánc 1   | Kötelező tánc 1 | Kötelező tánc 1 | Kötelező tánc 2   | Kötelező tánc 2 | Kötelező tánc 2 | Eredeti (original) tánc | Eredeti (original) tánc | Eredeti (original) tánc | Kűr               | Kűr   | Kűr         | Összesítés         | Összesítés |
| Versenyző                        | Versenyszám | Több. hely. száma | Hely.           | Hely. pont.     | Több. hely. száma | Hely.           | Hely. pont.     | Több. hely. száma       | Hely.                   | Hely. pont.             | Több. hely. száma | Hely. | Hely. pont. | Helyezési pontszám | Helyezés   |
| -------------------------------- | ----------- | ----------------- | --------------- | --------------- | ----------------- | --------------- | --------------- | ----------------------- | ----------------------- | ----------------------- | ----------------- | ----- | ----------- | ------------------ | ---------- |
| Elizabeth Punsalan Jerod Swallow | Jégtánc     | 9×7+              | 7.              | 1,4             | 8×7+              | 7.              | 1,4             | 9×7+                    | 7.                      | 4,2                     | 9×7+              | 7.    | 7,0         | 14,0               | 7.         |
| Jessica Joseph Charles Butler    | Jégtánc     | 5×22+             | 22.             | 4,4             | 6×21+             | 20.             | 4,0             | 5×20+                   | 20.                     | 12,0                    | 7×21+             | 21.   | 21,0        | 41,4               | 21.        |

## Rövidpályás gyorskorcsolya
Férfi
| Versenyző                                      | Versenyszám  | Előfutam | Előfutam | Negyeddöntő | Negyeddöntő | Elődöntő | Elődöntő | B döntő  | B döntő | Döntő    | Döntő   | Helyezés |
| Versenyző                                      | Versenyszám  | Idő      | Hely.    | Idő         | Hely.       | Idő      | Hely.    | Idő      | Hely.   | Idő      | Hely.   | Helyezés |
| ---------------------------------------------- | ------------ | -------- | -------- | ----------- | ----------- | -------- | -------- | -------- | ------- | -------- | ------- | -------- |
| Andy Gabel                                     | 500 m        | 43,899   | 2.       | 44,124      | 3.          | 59,811   | 4.       | 43,072   | 3.      |          |         | 7.       |
| Andy Gabel                                     | 1000 m       | 1:31,672 | 2.       | 1:35,641    | 3.          | 1:32,985 | 1.       |          |         | 1:33,518 | 4.      | 4.       |
| Scott Koons                                    | 1000 m       | 1:31,110 | 4.       | kiesett     | kiesett     | kiesett  | kiesett  | kiesett  | kiesett | kiesett  | kiesett | 25.      |
| Rusty Smith                                    | 500 m        | 44,584   | 3.       | kiesett     | kiesett     | kiesett  | kiesett  | kiesett  | kiesett | kiesett  | kiesett | 22.      |
| Rusty Smith                                    | 1000 m       | 1:33,326 | 1.       | 1:39,775    | 4.          | kiesett  | kiesett  | kiesett  | kiesett | kiesett  | kiesett | 13.      |
| Dan Weinstein                                  | 500 m        | 43,492   | 3.       | kiesett     | kiesett     | kiesett  | kiesett  | kiesett  | kiesett | kiesett  | kiesett | 17.      |
| Andy Gabel Tommy O'Hare Rusty Smith Eric Flaim | 5000 m váltó |          |          |             |             | 7:16,724 | 4.       | 7:02,014 | 2.      |          |         | 6.       |

Női
| Versenyző                                                            | Versenyszám  | Előfutam | Előfutam | Negyeddöntő | Negyeddöntő | Elődöntő | Elődöntő | B döntő  | B döntő | Döntő   | Döntő   | Helyezés |
| Versenyző                                                            | Versenyszám  | Idő      | Hely.    | Idő         | Hely.       | Idő      | Hely.    | Idő      | Hely.   | Idő     | Hely.   | Helyezés |
| -------------------------------------------------------------------- | ------------ | -------- | -------- | ----------- | ----------- | -------- | -------- | -------- | ------- | ------- | ------- | -------- |
| Erin Gleason                                                         | 500 m        | 48,767   | 2.       | 46,425      | 4.          | kiesett  | kiesett  | kiesett  | kiesett | kiesett | kiesett | 13.      |
| Erin Gleason                                                         | 1000 m       | 1:36,965 | 3.       | kiesett     | kiesett     | kiesett  | kiesett  | kiesett  | kiesett | kiesett | kiesett | 18.      |
| Amy Peterson                                                         | 500 m        | 46,764   | 3.       | kiesett     | kiesett     | kiesett  | kiesett  | kiesett  | kiesett | kiesett | kiesett | 19.      |
| Amy Peterson                                                         | 1000 m       | 1:33,530 | 1.       | 1:36,274    | 2.          | 1:35,644 | 4.       | 1:37,348 | 1.      |         |         | 4.       |
| Erin Porter                                                          | 500 m        | 1:04,113 | 4.       | kiesett     | kiesett     | kiesett  | kiesett  | kiesett  | kiesett | kiesett | kiesett | 28.      |
| Erin Porter                                                          | 1000 m       | 1:52,939 | 4.       | kiesett     | kiesett     | kiesett  | kiesett  | kiesett  | kiesett | kiesett | kiesett | 28.      |
| Caroline Hallisey Amy Peterson Erin Porter Cathy Turner Erin Gleason | 3000 m váltó |          |          |             |             | 4:33,352 | 4.       | 4:26,253 | 1.      |         |         | 5.       |

## Síakrobatika
Ugrás
| Versenyző        | Versenyszám | Selejtező | Selejtező | Döntő   | Döntő    |
| Versenyző        | Versenyszám | Pont      | Helyezés  | Pont    | Helyezés |
| ---------------- | ----------- | --------- | --------- | ------- | -------- |
| Eric Bergoust    | Férfi       | 232,61    | 4.        | 255,64  |          |
| Matt Chojnacki   | Férfi       | 165,08    | 21.       | kiesett | kiesett  |
| Mariano Ferrario | Férfi       | 186,98    | 15.       | kiesett | kiesett  |
| Britt Swartley   | Férfi       | 247,08    | 2.        | 231,61  | 5.       |
| Stacey Blumer    | Női         | 130,90    | 20.       | kiesett | kiesett  |
| Tracy Evans      | Női         | 147,23    | 17.       | kiesett | kiesett  |
| Nikki Stone      | Női         | 174,00    | 4.        | 193,00  |          |

Mogul
| Versenyző        | Versenyszám | Selejtező | Selejtező | Döntő   | Döntő    |
| Versenyző        | Versenyszám | Pont      | Helyezés  | Pont    | Helyezés |
| ---------------- | ----------- | --------- | --------- | ------- | -------- |
| Evan Dybvig      | Férfi       | 4,55      | 31.       | kiesett | kiesett  |
| Jim Moran        | Férfi       | 22,90     | 23.       | kiesett | kiesett  |
| Jonny Moseley    | Férfi       | 26,53     | 1.        | 26,93   |          |
| Alexander Wilson | Férfi       | 24,32     | 10.       | 24,68   | 10.      |
| Ann Battelle     | Női         | 21,24     | 16.       | 23,65   | 10.      |
| Liz McIntyre     | Női         | 23,07     | 3.*       | 23,72   | 8.       |
| Donna Weinbrecht | Női         | 23,35     | 1.*       | 24,02   | 4.       |

* - egy másik versenyzővel azonos eredményt ért el

## Sífutás
Férfi
| Versenyző                                              | Versenyszám         | Eredmény      | Helyezés      |
| ------------------------------------------------------ | ------------------- | ------------- | ------------- |
| John Bauer                                             | 10 km               | 29:58,4       | 41.           |
| John Bauer                                             | 15 km üldözőverseny | 45:24,6       | 47.           |
| John Bauer                                             | 30 km               | 1:44:15,3     | 47.           |
| John Bauer                                             | 50 km               | 2:24:45,4     | 53.           |
| Marc Gilbertson                                        | 50 km               | 2:24:37,5     | 52.           |
| Marcus Nash                                            | 10 km               | 32:11,9       | 78.           |
| Marcus Nash                                            | 30 km               | 1:44:37,7     | 49.           |
| Marcus Nash                                            | 50 km               | 2:17:37,8     | 35.           |
| Justin Wadsworth                                       | 10 km               | 30:26,3       | 47.           |
| Justin Wadsworth                                       | 15 km üldözőverseny | 45:18,0       | 44.           |
| Justin Wadsworth                                       | 30 km               | 1:42:21,1     | 37.           |
| Patrick Weaver                                         | 10 km               | 30:04,4       | 43.           |
| Patrick Weaver                                         | 15 km üldözőverseny | 45:07,1       | 40.           |
| Patrick Weaver                                         | 30 km               | nem ért célba | nem ért célba |
| Patrick Weaver                                         | 50 km               | 2:20:37,7     | 44.           |
| Marcus Nash John Bauer Patrick Weaver Justin Wadsworth | 4 × 10 km váltó     | 1:48:16,4     | 17.           |

Női
| Versenyző                                          | Versenyszám         | Eredmény      | Helyezés      |
| -------------------------------------------------- | ------------------- | ------------- | ------------- |
| Laura McCabe                                       | 5 km                | 21:06,9       | 75.           |
| Laura McCabe                                       | 10 km üldözőverseny | nem ért célba | nem ért célba |
| Laura McCabe                                       | 30 km               | 1:35:09,9     | 49.           |
| Nina Kemppel                                       | 5 km                | 20:29,7       | 67.           |
| Nina Kemppel                                       | 15 km               | 53:57,2       | 52.           |
| Suzanne King                                       | 15 km               | 52:58,9       | 48.           |
| Suzanne King                                       | 30 km               | 1:34:01,8     | 43.           |
| Karen Petty                                        | 5 km                | 19:36,6       | 51.           |
| Karen Petty                                        | 10 km üldözőverseny | 34:12,2       | 52.           |
| Karen Petty                                        | 15 km               | 52:45,3       | 47.           |
| Karen Petty                                        | 30 km               | 1:33:47,3     | 41.           |
| Laura Wilson                                       | 5 km                | 20:24,6       | 65.           |
| Laura Wilson                                       | 10 km üldözőverseny | 34:42,4       | 57.           |
| Laura Wilson                                       | 15 km               | 54:10,4       | 53.           |
| Laura Wilson                                       | 30 km               | 1:33:10,6     | 36.           |
| Karen Petty Suzanne King Laura McCabe Laura Wilson | 4 × 5 km váltó      | 1:00:51,2     | 15.           |

## Síugrás
| Versenyző                                       | Versenyszám | 1. ugrás | 1. ugrás | 2. ugrás | 2. ugrás | Összesítés | Összesítés |
| Versenyző                                       | Versenyszám | Pont     | Hely.    | Pont     | Hely.    | Pont       | Helyezés   |
| ----------------------------------------------- | ----------- | -------- | -------- | -------- | -------- | ---------- | ---------- |
| Alan Alborn                                     | Normálsánc  | 79,5     | 42.***   | kiesett  | kiesett  | kiesett    | kiesett    |
| Alan Alborn                                     | Nagysánc    | 82,5     | 44.      | kiesett  | kiesett  | kiesett    | kiesett    |
| Casey Colby                                     | Normálsánc  | 79,5     | 42.***   | kiesett  | kiesett  | kiesett    | kiesett    |
| Casey Colby                                     | Nagysánc    | 96,2     | 29.      | 69,6     | 30.      | 165,8      | 30.        |
| Brendan Doran                                   | Normálsánc  | 69,5     | 52.      | kiesett  | kiesett  | kiesett    | kiesett    |
| Brendan Doran                                   | Nagysánc    | 58,7     | 58.      | kiesett  | kiesett  | kiesett    | kiesett    |
| Randy Weber                                     | Normálsánc  | 74,5     | 49.      | kiesett  | kiesett  | kiesett    | kiesett    |
| Randy Weber                                     | Nagysánc    | 75,3     | 50.      | kiesett  | kiesett  | kiesett    | kiesett    |
| Mike Keuler Alan Alborn Randy Weber Casey Colby | Csapat      | 211,5    | 12.      | 279,2    | 12.      | 490,7      | 12.        |

*** - három másik versenyzővel azonos eredményt ért el

## Snowboard
Halfpipe
| Versenyző          | Versenyszám | 1. selejtező | 1. selejtező | 2. selejtező | 2. selejtező | Döntő      | Döntő      | Döntő   | Helyezés |
| Versenyző          | Versenyszám | Pont         | Hely.        | Pont         | Hely.        | 1. forduló | 2. forduló | Össz.   | Helyezés |
| ------------------ | ----------- | ------------ | ------------ | ------------ | ------------ | ---------- | ---------- | ------- | -------- |
| Ron Chiodi         | Férfi       | 29,0         | 31.          | 32,1         | 23.*         | kiesett    | kiesett    | kiesett | 31.      |
| Ross Powers        | Férfi       | 38,0         | 10.          | 39,4         | 7.           | 40,3       | 41,8       | 82,1    |          |
| Todd Richards      | Férfi       | 32,4         | 26.          | 39,5         | 6.           | 30,1       | 39,5       | 69,6    | 16.      |
| Cara-Beth Burnside | Női         | 36,7         | 2.           |              |              | 36,1       | 36,5       | 72,6    | 4.       |
| Barrett Christy    | Női         | 30,3         | 14.          | 31,6         | 10.          | kiesett    | kiesett    | kiesett | 14.      |
| Shannon Dunn       | Női         | 33,3         | 7.           | 36,6         | 2.           | 38,8       | 34,0       | 72,8    |          |
| Michelle Taggart   | Női         | 26,1         | 18.          | 25,5         | 15.          | kiesett    | kiesett    | kiesett | 19.      |

Giant slalom
| Versenyző      | Versenyszám | 1. futam      | 1. futam      | 2. futam | 2. futam | Összesítés | Összesítés |
| Versenyző      | Versenyszám | Idő           | Hely.         | Idő      | Hely.    | Idő        | Helyezés   |
| -------------- | ----------- | ------------- | ------------- | -------- | -------- | ---------- | ---------- |
| Adam Hostetter | Férfi       | kizárták      | kizárták      | kiesett  | kiesett  | kiesett    | kiesett    |
| Mike Jacoby    | Férfi       | 1:03,53       | 22.*          | 1:08,27  | 16.      | 2:11,80    | 17.        |
| Chris Klug     | Férfi       | 59,38         | 2.*           | 1:05,87  | 10.      | 2:05,25    | 6.         |
| Rosey Fletcher | Női         | nem ért célba | nem ért célba | kiesett  | kiesett  | kiesett    | kiesett    |
| Lisa Kosglow   | Női         | nem ért célba | nem ért célba | kiesett  | kiesett  | kiesett    | kiesett    |
| Betsy Shaw     | Női         | kizárták      | kizárták      | kiesett  | kiesett  | kiesett    | kiesett    |
| Sondra Van Ert | Női         | 1:17,89       | 16.           | 1:08,67  | 11.      | 2:26,56    | 12.        |

* - egy másik versenyzővel azonos eredményt ért el

## Szánkó
| Versenyző                   | Versenyszám | 1. futam | 1. futam | 2. futam | 2. futam | 3. futam | 3. futam | 4. futam | 4. futam | Összesítés | Összesítés |
| Versenyző                   | Versenyszám | Idő      | Hely.    | Idő      | Hely.    | Idő      | Hely.    | Idő      | Hely.    | Idő        | Helyezés   |
| --------------------------- | ----------- | -------- | -------- | -------- | -------- | -------- | -------- | -------- | -------- | ---------- | ---------- |
| Larry Dolan                 | Férfi egyes | 50,558   | 15.      | 50,163   | 12.      | 50,140   | 12.      | 50,267   | 12.      | 3:21,128   | 13.        |
| Adam Heidt                  | Férfi egyes | 50,401   | 13.      | 49,899   | 8.       | 49,971   | 9.       | 49,827   | 4.       | 3:20,098   | 9.         |
| Wendel Suckow               | Férfi egyes | 50,069   | 6.       | 49,871   | 7.       | 49,908   | 6.       | 49,880   | 5.       | 3:19,728   | 6.         |
| Bethany Calcaterra-McMahon  | Női egyes   | 51,696   | 7.       | 51,651   | 7.       | 51,296   | 7.       | 50,915   | 8.       | 3:25,558   | 8.         |
| Cammy Myler                 | Női egyes   | 51,795   | 9.       | 51,654   | 8.       | 51,219   | 6.       | 50,807   | 6.       | 3:25,475   | 7.         |
| Erin Warren                 | Női egyes   | 51,644   | 6.       | 51,461   | 6.       | 51,364   | 8.       | 50,859   | 7.       | 3:25,328   | 6.         |
| Chris Thorpe Gordy Sheer    | Kettes      | 50,634   | 2.       | 50,493   | 1.       |          |          |          |          | 1:41,127   |            |
| Mark Grimmette Brian Martin | Kettes      | 50,716   | 3.       | 50,501   | 2.       |          |          |          |          | 1:41,217   |            |